# Vipio longicollis
Vipio longicollis är en stekelart som beskrevs av François du Buysson 1897. Vipio longicollis ingår i släktet Vipio och familjen bracksteklar. Inga underarter finns listade i Catalogue of Life.